# José Manuel Gomes
José Manuel Martins Teixeira Gomes, más conocido como José Gomes (nacido el 28 de agosto de 1970) es un entrenador de fútbol portugués. Actualmente dirige al Al-Fateh de la Liga Profesional Saudí.

## Carrera como entrenador
Nacido en Matosinhos, Gomes comenzó a entrenar a los 20 años, comenzando con los equipos juveniles de Clube Futebol de Valadares. También trabajó como asistente en F.C. Paços de Ferreira y S.C. Covilhã.
De 1998 a 2003, Gomes trabajó como preparador físico del Gil Vicente FC, F.C. Paços de Ferreira y S.L. Benfica. 

### Inicios
En la temporada 2003–04 se convierte en entrenador principal del Paços en la Primeira Liga, y fue despedido después de siete derrotas en los primeros ocho partidos, que acabarían con el descenso del equipo portugués.
Años más tarde, Gomes dirigió a varios clubs de la Segunda División de Portugal. En 2005–06 volvería a dirigir en la Primera División de Portugal dirigiendo durante 5 partidos al União Leiria, empatando dos y perdiendo tres encuentros.
A finales de mayo de 2008, Gomes fue contratado por el FC Porto para formar parte del staff técnico de Jesualdo Ferreira, con el que más tarde acompañaría en las experiencias de Málaga CF y Panathinaikos FC, durante 4 temporadas.

### Videoton
El 21 de enero de 2013, Videoton contrató al técnico portugués para reemplazar a su compatriota Paulo Sousa. Con el histórico conjunto húngaro acabó en cuarto lugar de la Nemzeti Bajnokság I en su única temporada completa, y también perdió la final de la Ligakupa ante Diósgyőri VTK (1–2). 

### Al-Taawoun
En verano de 2014 Gomes dirigiría durante dos temporadas al Al-Taawoun en la Liga Profesional de Arabia Saudita. El 30 de mayo de 2016 se unió al Al-Ahli Saudi FC en la misma liga, firmando un contrato de tres años después de que Christian Gross no renovara su contrato y donde ganó el título de la Saudí Super Cup.  

### Baniyas
Días después, Gomes reemplazó a Pablo Repetto en el Club Baniyas de la liga de Emiratos Árabes Unidos.  
El 20 de marzo de 2017, Gomes regresó a Al-Taawoun para sustituir al rumano Constantin Gâlcă en la que sería su segunda etapa en el club. Es en ese periodo cuando se empieza a ganar el prestigio como entrenador en las principales ligas árabes donde se convierte en uno de los entrenadores más respetados.  

### Rio Ave
Comenzaría la temporada 2018-19 como entrenador del Rio Ave de Portugal, donde firmó uno de los mejores arranques de la temporada del equipo luso y llegó a aspirar al liderato. Motivo por el que en diciembre de 2018 abandonó el club para fichar por el Reading Football Club inglés.

### Reading
El 22 de diciembre de 2018, Gomes se convierte en entrenador del Reading Football Club, al que salvaría se los puestos bajos de la clasificación al tras solo perder dos partidos en la English Football League Championship durante la segunda mitad de la temporada. El técnico caló hondo entre sus aficionados, que llegaron a dedicarle un día especial para él por la gesta que consiguió: the Portuguese Day.   
Comenzaría la temporada 2019-2020 a los mandos del Reading Football Club de la English Football League Championship, pero el 9 de octubre de 2019 abandonó el proyecto.

### C.S. Marítimo
El 14 de noviembre de 2019, Gomes firma un contrato por el C. S. Marítimo, conjunto del archipiélago de Madeira que milita en la Primera División lusa, sustituyendo a Nuno Manta hasta el final de la temporada. En su etapa en el Marítimo, dotó de estabilidad al equipo y le consolidó en la zona tranquila de la clasificación, motivos que le llevaron a firmar por la U. D. Almería a final de temporada.

### U.D. Almería
El 27 de julio de 2020, la U. D. Almería hace oficial la contratación del técnico portugués para dirigir al conjunto andaluz en los play-offs de ascenso a Primera División, sustituyendo al tándem luso Nandinho-Mário Silva que se habían hecho cargo del equipo durante 7 partidos. Durante la siguiente temporada, 2020-21, el técnico instaura sus métodos y consigue el mejor registro del equipo en la categoría tras 18 jornadas disputadas. Su innovador sistema de rotaciones y sus grandes registros le convirtieron en el entrenador revelación de la temporada.
Tras casi un año al mando del cuadro indálico, fue destituido en la jornada 36 de la temporada 2020/2021 de la Segunda División de España después de encadenar una racha de tan solo una victoria en los últimos ocho partidos que dirigió al equipo almeriensista. Queda para el recuerdo de La Liga y de la propia U. D. Almería la histórica rueda de prensa en la que criticó duramente el uso que se estaba haciendo del VAR y el trato injusto que llevaba padeciendo el equipo almeriense durante esa temporada. El técnico se despidió del equipo ovacionado por sus jugadores, y agradeció el trato recibido por el club y los aficionados mediante un comunicado.

### Al-Taawoun
El 23 de agosto de 2021, se hace oficial su llegada al Al-Taawoun, siendo su tercera etapa. Sin embargo, fue destituido el 31 de marzo de 2022.

### S.D. Ponferradina
El 13 de junio de 2022, se hace oficial su fichaje por la S. D. Ponferradina de LaLiga Smartbank. El 19 de noviembre de 2022, dimitió de su cargo tras conseguir un empate (1-1) contra el Real Oviedo en la jornada 16 de la temporada 2022/2023 de la Segunda División de España, tras dirigir 17 partidos (16 de Liga y 1 de Copa del Rey) consiguiendo un balance de 4 victorias, 5 empates y 8 derrotas.

### C.S. Marítimo
El 14 de diciembre de 2022, se hace oficial su vuelta al C. S. Marítimo, siendo su segunda etapa en el conjunto verdirojo. El equipo de Madeira finalmente descendió a través de los play-offs, cayendo al segundo nivel por primera vez en 38 años después de una derrota en la tanda de penaltis ante el Estrela de Amadora. El 14 de junio de 2023, anunció que dejaría su cargo al final de la temporada.

### G.D. Chaves
El 16 de junio de 2023, fue confirmado como nuevo entrenador del G.D. Chaves y firmó contrato por una temporada.El 19 de septiembre, tras cinco derrotas ligueras en la misma cantidad de encuentros y 17 goles encajados, fue despedido.

### Zamalek
El 2 de febrero de 2024, fue oficializado como entrenador del Zamalek.Tres meses más tarde, obtuvo la Copa Confederación de la CAF después de vencer al RS Berkane en la final por la regla de los goles de visitante como consecuencia de un empate 2-2 en el global.El 11 de diciembre, presentó su renuncia al cargo para marcharse a dirigir al fútbol saudí.

### Al-Fateh
EL 12 de diciembre de 2024, asumió al frente del Al-Fateh hasta el final de la temporada.

## Clubes
| Club                          | País                   | Año           |
| ----------------------------- | ---------------------- | ------------- |
| Paços de Ferreira (Asistente) | Portugal               | 1995-1996     |
| Covilhã (Asistente)           | Portugal               | 1997-1998     |
| Paços de Ferreira             | Portugal               | 2003          |
| Aves                          | Portugal               | 2003-2004     |
| Leixões Sport Club            | Portugal               | 2004-2005     |
| União Leiria                  | Portugal               | 2005          |
| Moreirense                    | Portugal               | 2006          |
| Aves                          | Portugal               | 2007          |
| Porto (Asistente)             | Portugal               | 2008-2010     |
| Málaga C.F. (Asistente)       | España                 | 2010          |
| Panathinaikos (Asistente)     | Grecia                 | 2010-2012     |
| Videoton                      | Hungría                | 2013-2014     |
| Al-Taawoun                    | Arabia Saudita         | 2014-2016     |
| Al-Ahli                       | Arabia Saudita         | 2016          |
| Baniyas                       | Emiratos Árabes Unidos | 2016-2017     |
| Al-Taawoun                    | Arabia Saudita         | 2017-2018     |
| Rio Ave                       | Portugal               | 2018          |
| Reading                       | Inglaterra             | 2018-2019     |
| Marítimo                      | Portugal               | 2019-2020     |
| U.D. Almería                  | España                 | 2020-2021     |
| Al-Taawoun                    | Arabia Saudita         | 2021-2022     |
| S.D. Ponferradina             | España                 | 2022          |
| Marítimo                      | Portugal               | 2022-2023     |
| G.D. Chaves                   | Portugal               | 2023          |
| Zamalek                       | Egipto                 | 2024          |
| Al-Fateh                      | Arabia Saudita         | 2024-presente |

## Palmarés

### Como entrenador

#### Campeonatos nacionales
| Título                      | Club    | País           | Año  |
| --------------------------- | ------- | -------------- | ---- |
| Supercopa de Arabia Saudita | Al-Ahli | Arabia Saudita | 2016 |

#### Campeonatos internacionales
| Título                       | Club    | País   | Año     |
| ---------------------------- | ------- | ------ | ------- |
| Copa Confederación de la CAF | Zamalek | Egipto | 2023-24 |
| Supercopa de la CAF          | Zamalek | Egipto | 2024    |